# Narzissen-Windröschen
Das Narzissen-Windröschen (Anemone narcissiflora), auch Narzissenblütiges Windröschen oder Alpen-Berghähnlein genannt, ist eine Pflanzenart aus der Gattung Windröschen (Anemone) innerhalb der Familie der Hahnenfußgewächse (Ranunculaceae). Sie ist auf der Nordhalbkugel in Eurasien und Nordamerika weitverbreitet.

## Beschreibung

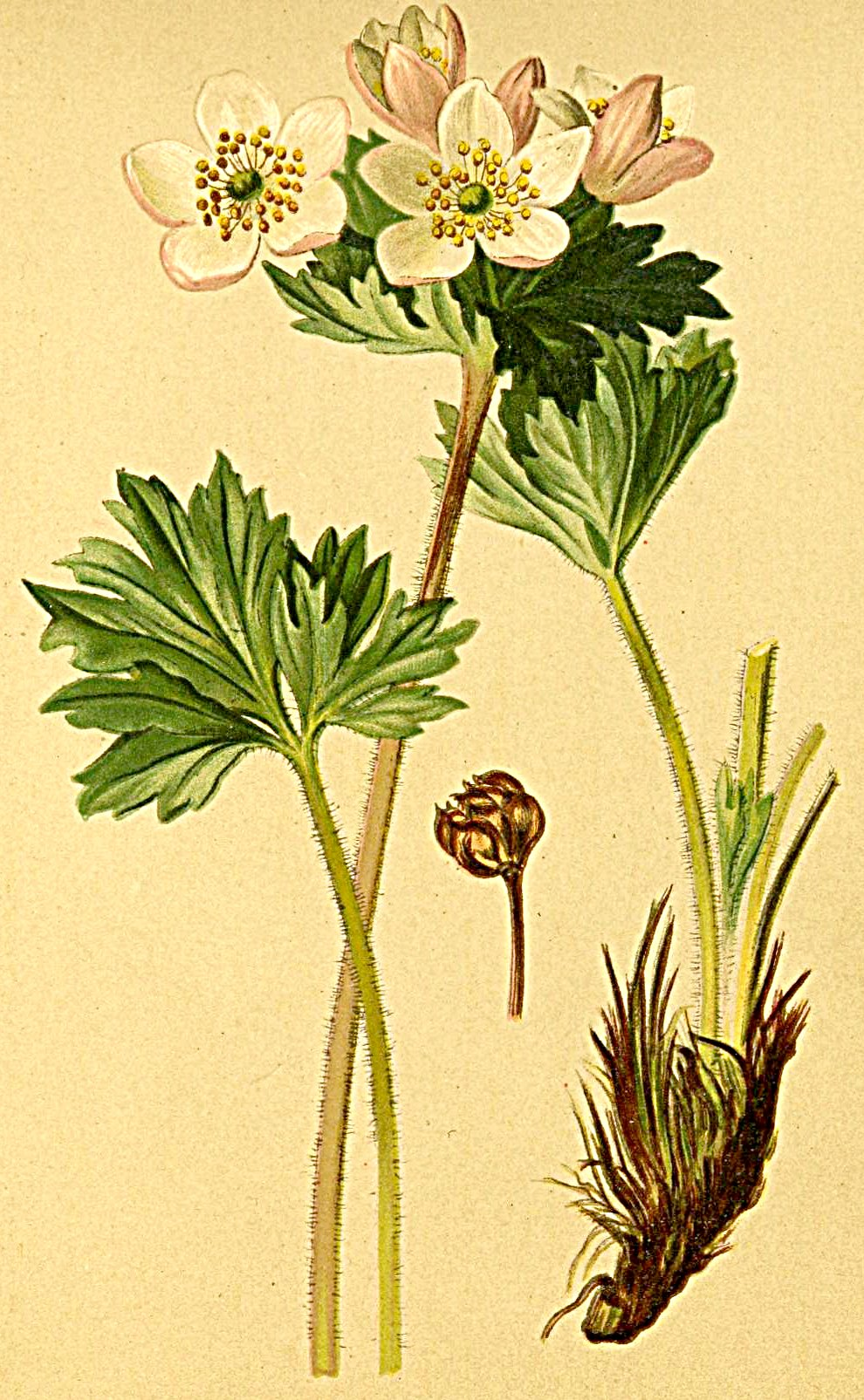
Illustration aus Anton Hartinger: Atlas der Alpenflora, 1882

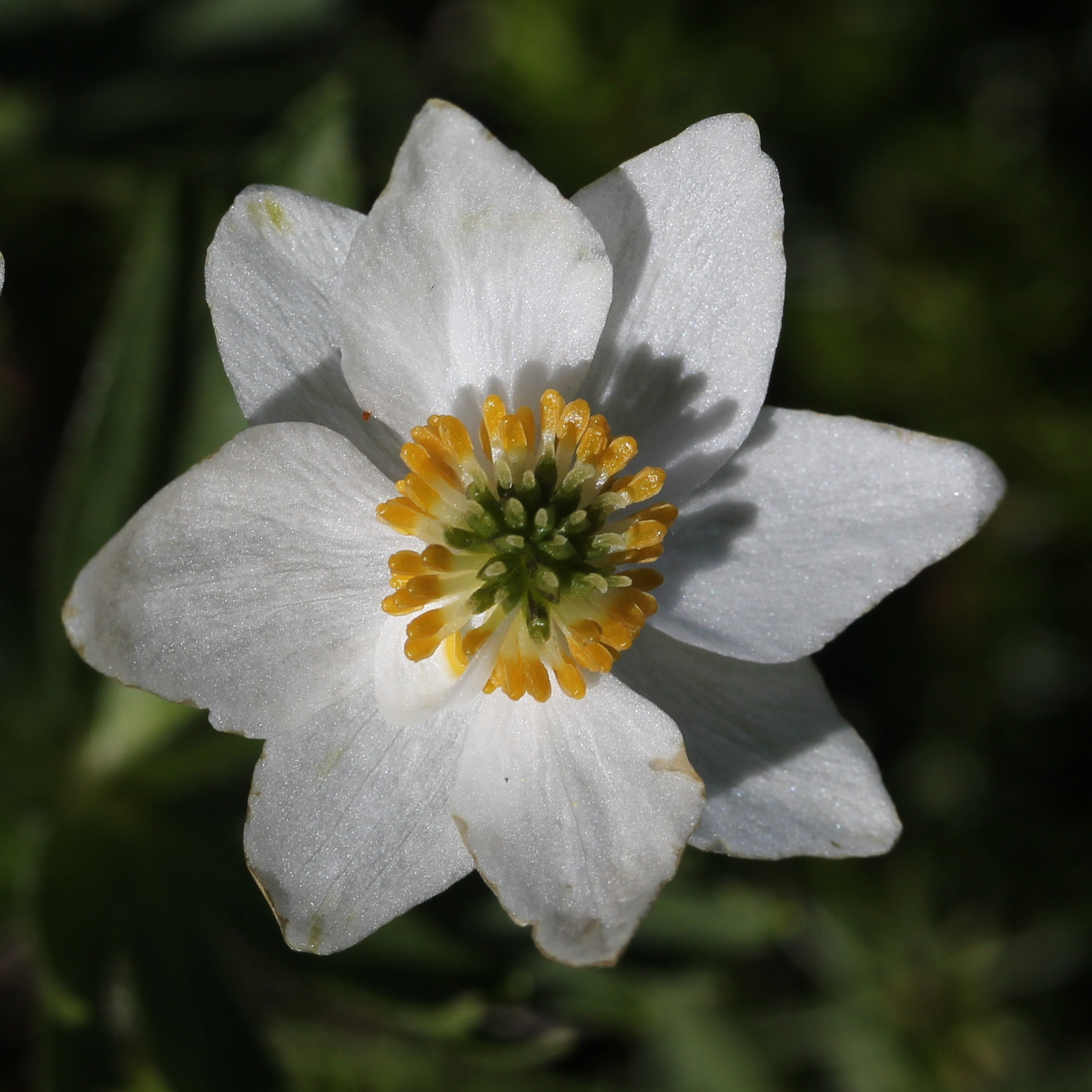
Blüte im Detail

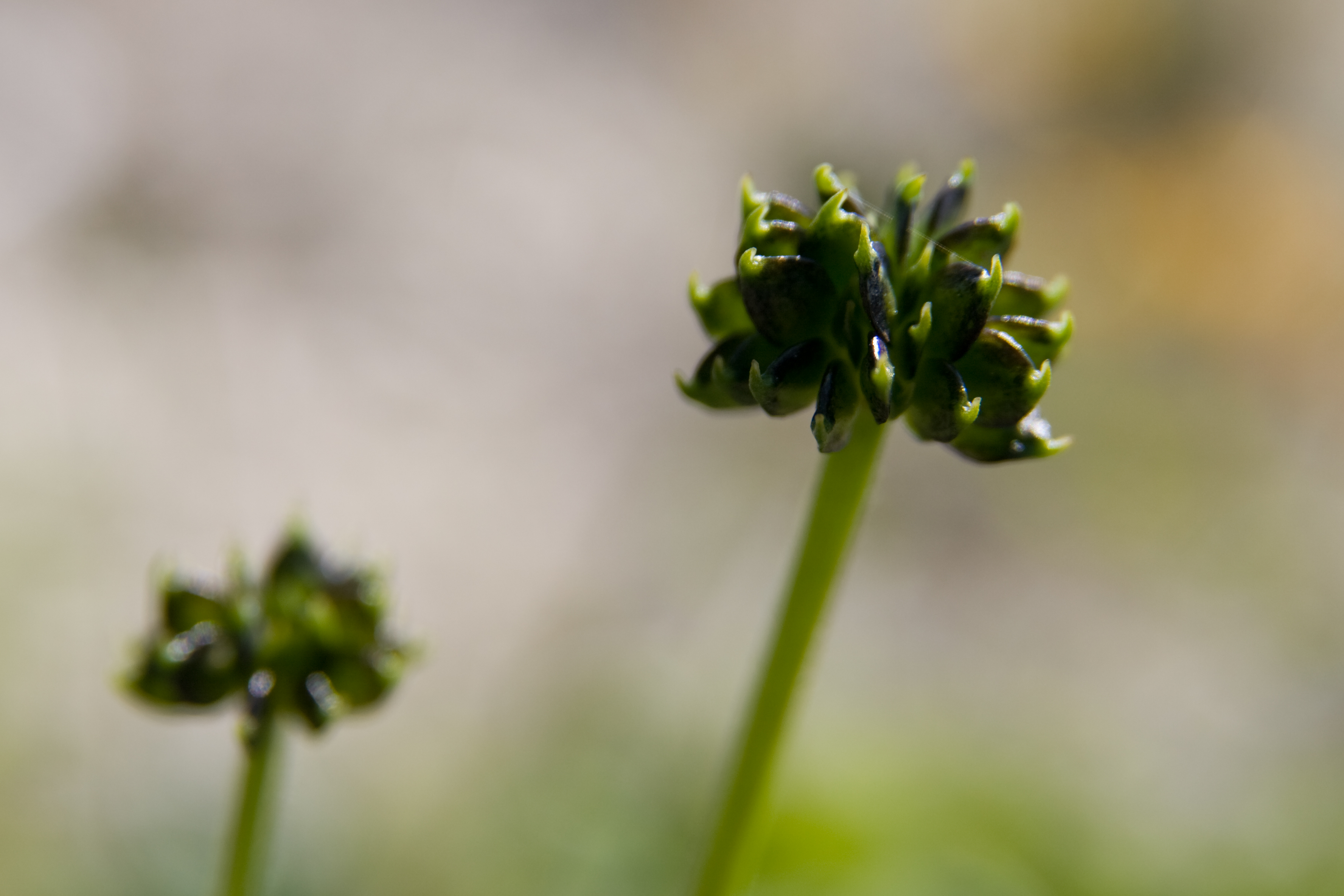
Sammelfrücht mit geschnäbelten Nüsschen

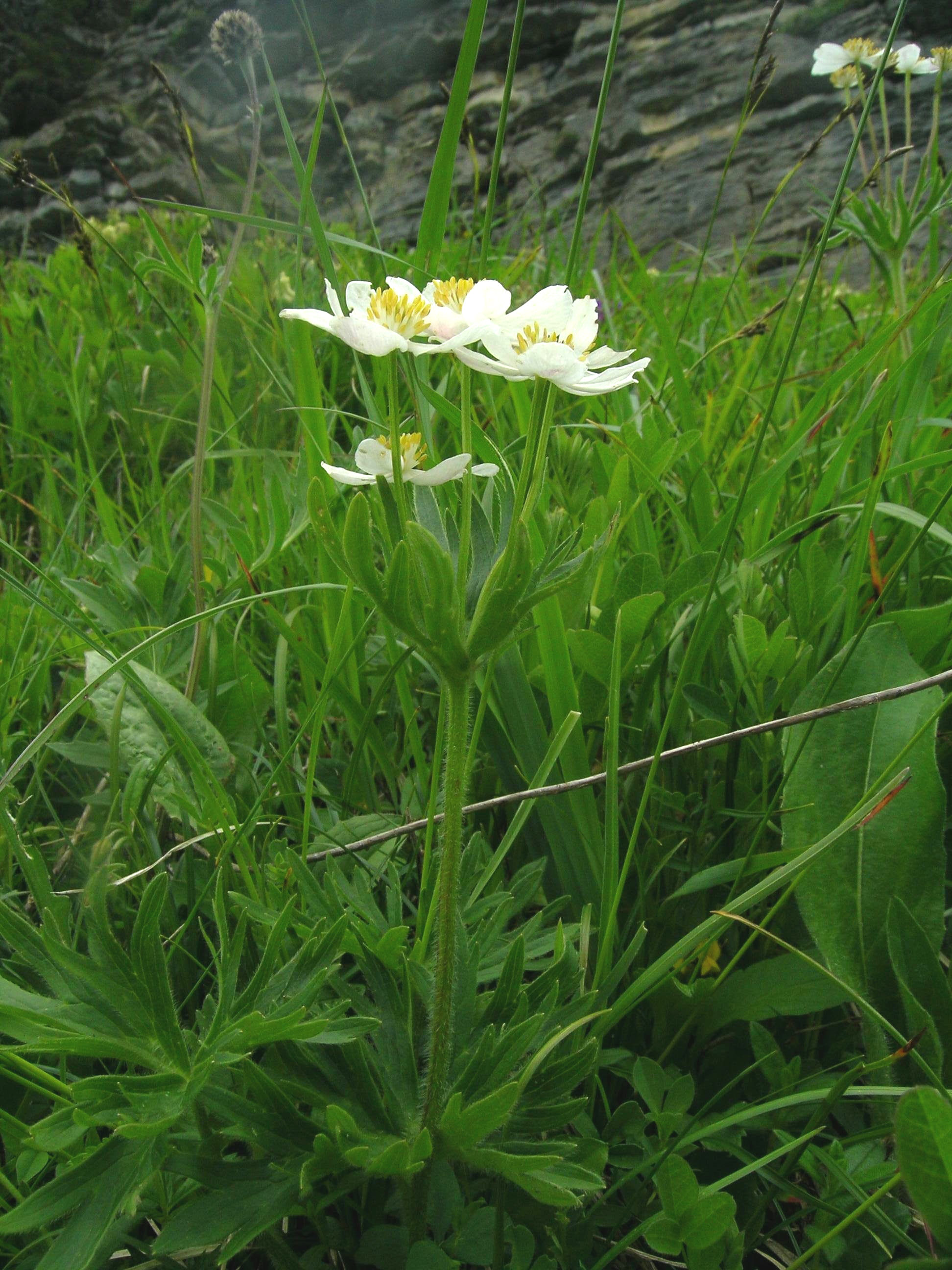
Habitus am Standort auf der Schynigen Platte (Schweiz) auf 2000 Metern Meereshöhe

### Vegetative Merkmale
Das Narzissen-Windröschen wächst als sommergrüne, ausdauernde krautige Pflanze und erreicht Wuchshöhen von 20 bis 50 Zentimetern. Die oberirdischen Pflanzenteile sind behaart (Indument). Der aufrechte Stängel ist abstehend zottig behaart. Es sind stets Grundblätter vorhanden, die bei einem Durchmesser von 4 bis 8 Zentimetern drei- bis fünfteilig handförmig sind.

### Generative Merkmale
Die Blütezeit reicht von Mai bis Juli. Unterhalb des Blütenstandes befinden sich drei quirlig angeordnete, ungestielte, fingerförmig eingeschnittene Hochblätter (wie bei allen Anemone-Arten), sie sind drei- bis fünffach geteilt.  Drei bis acht Blüten stehen in einem doldigen Blütenstand zusammen. Die zwittrigen Blüten sind bei einem Durchmesser 2 bis 3 Zentimetern radiärsymmetrisch. Die freien Blütenhüllblätter sind weiß und zuweilen außen rötlich überlaufen.
Die kahlen Nüsschen besitzen einen geschnäbelten Griffel (im Unterschied zu den Küchenschellen).
Bei der Narzissen-Windröschen liegt Diploidie vor und Chromosomenzahl beträgt 2n = 14.

## Vorkommen und Gefährdung
Anemone narcissiflora ist auf der Nordhalbkugel in Eurasien und Nordamerika weitverbreitet. Das europäische Verbreitungsgebiet des Narzissen-Windröschens umfasst die Alpen, das Jura, die Schwäbische Alb, die Vogesen und die Sudeten. In Mitteleuropa ist es sehr selten, es kommt aber an seinen Standorten meist in kleineren, auffallenden, aber individuenarmen Beständen vor. Außerhalb der Alpen darf man das Narzissen-Windröschen wohl als Eiszeitrelikt ansehen; dies gilt sicher für seine Standorte im Alpenvorland und im Schwäbischen Jura.
Das Narzissen-Windröschen kommt auf feuchten und schattigen Bergwiesen vor. Als eiszeitliche Reliktpflanze ist sie auf bestimmte Standorte beschränkt, mäßig häufig, und daher geschützt. Häufig ist sie auf den Wiesen der Alpen, auch in Felsspalten und Felsschutt zu finden. In der Regel trifft man das Narzissen-Windröschen in Höhenlagen von 700 bis 2500 Metern an; es bevorzugt in den Mittelgebirgen Höhenlagen zwischen 700 Metern und am Alpenrand von 1800 Metern. In den Allgäuer Alpen steigt es bis zu 2350 Metern Meereshöhe auf.
Das Narzissen-Windröschen besiedelt in den Alpen sowie im Schwäbischen Jura, im südlichen Schweizer Jura sowie in den Südvogesen ungedüngte Bergwiesen, lichte Gebüsche und steinige Rasen.
Es handelt sich um eine ausgesprochen kalkliebende Pflanze. Das Narzissen-Windröschen gedeiht am besten auf kalkhaltigen, ja kalkreichen, von Sickerwasser durchzogenen, lockeren, oft steinigen Lehm- oder Tonböden, die auch im Sommer eher kühl bleiben sollten. Es gedeiht in Gesellschaften der Ordnung Seslerietalia besonders derer der Verbände Seslerion oder Caricion ferrugineae, in Elyneten, aber auch im Verband Calamagrostion, in tieferen Lagen auch im Mesobromion.
Die ökologischen Zeigerwerte nach Landolt & al. 2010 sind in der Schweiz: Feuchtezahl F = 3+ (feucht), Lichtzahl L = 4 (hell), Reaktionszahl R = 4 (neutral bis basisch), Temperaturzahl T = 2 (subalpin), Nährstoffzahl N = 3 (mäßig nährstoffarm bis mäßig nährstoffreich), Kontinentalitätszahl K = 3 (subozeanisch bis subkontinental).
Das Narzissen-Windröschen wurde 1996 in der Roten Liste der gefährdeten Pflanzenarten Deutschlands als gefährdet bewertet. Sie ist nach BNatSchG von 1980 in Deutschland streng bzw. besonders geschützt.

## Systematik
Die Erstveröffentlichung von Anemone narcissiflora erfolgte 1753 durch Carl Linné in seinem Werk Species Plantarum in Band 1 auf Seite 542. Wohl infolge eines Druckfehlers steht an dieser Stelle aber der Name Anemone narcissifolia. Nur das Wort narcissiflora (narzissenblütig) hat aber einen Sinn, da die Blüten wie bei Narcissus tazetta in einer mehrblütigen Dolde angeordnet sind. Das Wort narcissifolia (narzissenblättrig) hätte keinen Sinn, da die Blätter dieser Art überhaupt keine Ähnlichkeit mit denen der Narzissen haben. Um diesen Fehler zu korrigieren, der inzwischen in verschiedenen Werken als Anemone narcissifolia weitergegeben wurde, wurde durch den Internationalen Botaniker-Kongress 1999 in St. Louis (USA) entschieden, dass der Name Anemone narcissiflora nun mit dieser Schreibweise festgelegt wird (nomen conservandum). Manche Autoren führen sie unter dem Namen Anemonastrum narcissiflorum (L.) Holub.
Es können mehrere Unterarten unterschieden werden:
- Anemone narcissiflora subsp. biarmiensis (Juz.) Jalas (Syn.: Anemonastrum biarmiense (Juz.) Holub): Sie kommt in Europa nur im Ural vor.[2]
- Anemone narcissiflora subsp. calva (Juz.) Á.Löve, D.Löve & B.M.Kapoor (Syn.: Anemonastrum calvum (Juz.) Holub): Sie kommt im nordöstlichen Asien vor.
- Anemone narcissiflora L. subsp. narcissiflora: Sie kommt in Europa, im Kaukasus und in Westasien vor.[11]
- Anemone narcissiflora subsp. protracta (Ulbr.) Ziman & Fedor. (Syn.: Anemonastrum protractum (Ulbr.) Holub): Sie kommt von Afghanistan und Zentralasien bis Yunnan vor.[11]
- Anemone narcissiflora subsp. sibirica (L.) Hultén (Syn.: Anemonastrum sibiricum (L.) Holub): Sie kommt in Nordostasien, Alaska und Kanada vor.[11]
- Anemone narcissiflora subsp. villosissima (DC.) Hultén (Syn.: Anemonastrum villosissimum (DC.) Holub): Sie kommt in Alaska, auf den Aleuten, auf den Kurilen, auf Sachalin und in Kamtschatka vor.[11]
- Anemone narcissiflora subsp. zephyra (A.Nelson) Á.Löve, D.Löve & B.M.Kapoor (Syn.: Anemonastrum zephyrum (A.Nelson) Holub): Sie kommt in Colorado, Wyoming und Montana vor.[11]

## Trivialnamen
Trivialnamen sind Narzissen-Windröschen, Narzissenblütiges Windröschen, Berghähnchen, Berghähnlein und Berghünlein sowie Weißer Sanikel.